# جلمانية
جلّمانية هي بلدة في جنوب شرق البرتغال ، بالقرب من الحدود مع إسبانيا . وهي جزء من بلدية الأندور من محافطة يابرة.

## أنظر أيضا
- قلعة جلمانية